# New Stars, New Sounds
New Stars, New Sounds è un album discografico split di Oscar Pettiford e Serge Chaloff, pubblicato dall'etichetta discografica Mercer Records nel maggio del 1951.
La breve scheda del disco pubblicata sulla rivista musicale The Billboard del 28 maggio 1951, promuove il lato A (Oscar Pettiford, His Cello and Quartet) e loda in particolare il suono pizzicato del viloncello di Pettiford, come un buon chitarrista, più critico il giudizio nei confronti della seconda parte dell'album (Serge Chaloff and the Herd Men) non tanto verso gli esecutori, di grande valore artistico, ma riguardo agli arrangiamenti definiti flaccidi.

## Tracce
Lato A
1. Perdido – 2:57 (Juan Tizol) – Registrato il 13 settembre 1950 a New York
2. Oscalypso – 2:46 (Lloyd Trotman, Oscar Pettiford) – Registrato il 13 settembre 1950 a New York
3. Take the A Train – 2:20 (Billy Strayhorn) – Registrato il 13 settembre 1950 a New York
4. Blues for Blanton – 2:42 (Duke Ellington) – Registrato il 13 settembre 1950 a New York

Lato B
1. Chickasaw – 2:53 (Shorty Rogers, Terry Gibbs) – Registrato il 10 marzo 1949 a New York
2. Bopscotch – 3:13 (Serge Chaloff) – Registrato il 10 marzo 1949 a New York
3. The Most – 2:52 (Al Cohn) – Registrato il 10 marzo 1949 a New York
4. Chasin' the Bass – 2:29 (Leonard Feather) – Registrato il 10 marzo 1949 a New York

## Musicisti
Perdido / Oscalypso / Take the A Train / Blues for Blanton
(Oscar Pettiford, His Cello and Quartet)
- Oscar Pettiford – violoncello
- Duke Ellington – pianoforte
- Billy Strayhorn – celeste (brani: Oscalypso e Take the A Train)
- Lloyd Trotman – contrabbasso
- Jo Jones – batteria

Chickasaw / Bopscotch / The Most / Chasin' the Bass
(Serge Chaloff and the Herd Men)
- Serge Chaloff – sassofono baritono
- Red Rodney – tromba
- Earl Swope – trombone
- Al Cohn – sassofono tenore
- Terry Gibbs – vibrafono
- Barbara Carroll – pianoforte
- Oscar Pettiford – contrabbasso
- Denzil Best – batteria
- Shorty Rogers – arrangiamenti